# 超人力霸王馬克斯怪獸列表
超人力霸王馬克斯登場怪獸是指「超人力霸王馬克斯」裡登場的怪獸、外星人和機器人。

## 熔岩怪獸 葛蘭剛
第1話「超人力霸王馬克斯誕生!」、第30話 「胸懷勇氣」登場。
- 體長：55公尺
- 體重：6萬2千噸

因自然災害而於龍嚴岳甦醒的怪獸。表面的溫度高達900度，口中可噴出超高溫的爆彈，長長的尾巴可當武器
。登場後因DASH的冷凍彈被冰凍之粉碎，但火山爆發後流出的熔岩使牠再生。最初跟拉葛拉斯是敵方，但後來
為了打倒馬克斯兒並肩作戰。
- 第30話裡、被拉葛拉斯捕食的其他個體的死骸在龍嚴岳發現

## 冷凍怪獸 拉葛拉斯
第1話「超人力霸王馬克斯誕生!」。
- 體長：53公尺
- 體重：5萬7千噸

因自然災害而甦醒的怪獸。口中可噴出零下240的冷凍光束，與葛蘭剛是敵友。

## 放電龍 艾雷金剛
第2話「飼養著怪獸的女人 」。第27話 「被奪走的MAX SPARK」登場
- 詳細請看艾雷金剛参照。

## 古代怪鳥 雷奇拉
第3話「勇士的証明」登場。
- 體長：52公尺
- 體重：1萬4千噸

於墨西哥的古代遺跡出現的怪獸。飛行速度2.5馬赫。主要武器是口中發射出的青色光彈。翅膀可扇出衝撃波破壞地上的一切。腹部有一對巨大的爪子。

## 高速宇宙人 史蘭星人
第4話「無限的侵略者」登場。
- 體長：2～51公尺
- 體重：69公斤～2萬8千噸

利用宇宙船偽裝成巨蛋潛伏在地球。最終目的是征服地球、成為史蘭星人的第二個故鄉。能夠瞬間的移動，手部可射出破壊光線，頭部可射出反重力光線。在宇宙船墜毀之後便巨大化來侵略地球。
- 聲音：川津泰彦

## 兩棲怪獸 薩拉瑪頓
第5話「出現、怪獸島!」登場。
- 體長：54公尺（倒立時）
- 体重：3萬3千噸

類似山椒魚的怪獸。本来是隻沒有攻擊性的怪獸、但匹咕蒙被人類危害時會發動攻擊。尾巴能發射毒針，基本上事可倒立的。後來被紅王的爆弾岩岩擊而倒下。

## 飛膜怪獸 巴拉格拉
第5話「出現、怪獸島!」、第6話「爆炸、5秒前!」登場。
- 體長：58公尺
- 体重：2萬8千噸

持有白頰鼯鼠的皮膜之翼（飛膜）的怪獣。與薩拉瑪頓共同保護匹咕蒙並決戰紅王，但也被爆彈岩擊中而倒下。

## 裝甲怪獸 紅王
第5話「出現、怪獸島!」、第6話「爆炸、5秒前!」、第36話「異次元世界」登場。
- 詳細請看紅王参照。

## 電腦珍獸 匹咕蒙
第5話「出現、怪獸島!」、第6話「爆炸、5秒前!」、第36話「異次元世界」登場。
- 詳細請看匹咕蒙参照。

## 宇宙工作員 凱薩姆
第7話「星球的破壊者」登場。
- 體長：1.8～49公尺
- 體重：67公斤～1萬4千噸

## 甲蟲形宇宙怪獸 巴古達拉斯
第8話「DASH破滅!?」登場。
- 體長：25公分～50公尺
- 體重：970公克～3萬5千噸

## 傳說怪龍 奈津之目龍
第9話「龍的戀人」登場。
- 体長：71公尺
- 体重：6萬3千噸

## 空間轉移怪獸 梅塔希薩斯
第10話「少年DASH」登場。
- 體長：57公尺
- 體重：4萬9千噸

## 磁力怪獸 安特拉
第11話「巴拉寺的預言 」登場。
- 詳細請看安特拉参照。

## 超音速怪獸 赫連
第12話「超音速的追撃  」登場。
- 體長：52公尺
- 體重：4萬9千噸

## 宇宙恐龍 絕頓
第13話「絕頓的女兒 」登場。
- 詳細請看絕頓参照。

## 變身宇宙人 絕頓星人
第13話「絕頓的女兒」、第14話「戀愛的King Joe」登場。
- 詳細請看絕頓星人参照。

## 侵略機器人 King Joe
第14話「戀愛的King Joe」登場。
- 詳細請看King Joe 参照。

## 完全生命體 伊弗
第15話「第三顆行星的奇蹟」登場。
- 體長：4公尺（第1形態）、27公尺（第2形態）、31公尺（第3形態）、52公尺（第4形態）、54公尺（最終形態）
- 體重：3萬2千噸（第1形態）、3萬5千噸（第2形態）、4萬3千噸（第3形態）、4萬6千噸（第4形態）、4萬9千噸（最終形態）

## 宇宙化貓 小喬・小凱・球球
第16話「我是誰呀？」登場。
- 體長：45公尺（三體共通）
- 體重：3萬2千噸（三體共通）

## 宇宙古代怪獸 艾拉卡
第17話「冰之美女」登場。
- 體長：54公尺
- 體重：5萬8千噸

## 冰之美女 妮娜
第17話「冰之美女」登場。

## 幻影宇宙人 夏瑪星人
第18話「明亮的世界」、第36話「異次元世界」登場。
- 體長：15公分～49公尺
- 體重：220公克～不明

## 空間移動宇宙人 塔拉星人
第19話「來自門那端的訪客」登場。
- 體長：1.8公尺
- 體重：82公斤

## 戰神 基爾法斯
第19話「來自門那端的訪客」登場。
- 體長：54公尺
- 體重：4萬5千噸

## 亞空間怪獸 庫勞多斯
第20話「怪獸漂浮」登場。
- 體長：59公尺
- 體重：760公斤～6萬7千噸

## 古代怪獸 哥摩拉
第21話「來自地底的挑戰。」登場。
- 詳細請看哥摩拉参照。

## 夢幻神獸 魔列烏斯
第22話「蝴蝶之夢」登場。
- 體長：24公尺（第4形態=卵型形態體時的數値）
- 體重：3萬2千噸（第4形態=卵型形態體時的數値）

## 飛魚怪獸 佛萊格拉
第23話「覺醒的青春」登場。
- 體長：51公尺
- 體重：2萬5千噸
- 水中速度：60節

## 對話宇宙人 美特隆星人
第24話「沒被當做目標的城市」登場。
- 詳細請看美特隆星人参照。

## 內利爾星人基布
第25話「來自遠方的友人」登場。
- 體長：1.9～49公尺
- 體重：75公斤～3萬2千噸

## 巨大異星人 哥德雷伊星人
第25話「來自遠方的友人」登場。
- 體長：50公尺
- 體重：5萬噸

## 神話幻獸 優尼金
第26話「耶誕節的艾莉」登場。
- 體長：47公尺
- 體重：3萬6千噸

## 変身怪人 沙坑星人
第27話「被奪走的MAX SPARK」登場。
- 詳細請看沙坑星人参照。

## 凶獸 魯卡諾卡
第28話「邪惡來襲」登場。
- 體長：57公尺
- 體重：6萬6千噸

## 牛鬼怪獸 凱朗卡
第29話「怪獸為何會出現呢」登場。
- 體長：5公尺（40年前）～47公尺（現在）
- 體重：2萬噸（40年前）～5萬8千噸（現在）

## 進化怪獸 耶佛拉葛拉斯
第30話 「胸懷勇氣」登場。
- 體長：54公尺
- 體重：6萬噸

## 挑撥星人 莫艾塔蘭卡
第31話 「燃燒殆盡吧，地球!」登場。
- 體長：1.8～50公尺
- 體長：77公斤～4萬2千噸

## 宇宙工作員 凱爾斯
第32話 「艾莉破壞指令」登場。
- 體長：1.9～49公尺
- 體長：68公斤～1萬4千噸

## 塔伊尼巴爾坦
第33話「歡迎來到地球 前篇-巴爾坦星的科學」、第34話 「 歡迎來到地球 後篇-再會了，巴爾坦星人」登場
- 詳細請看塔伊尼巴爾坦参照。

## 黑暗巴爾坦
第33話「歡迎來到地球 前篇-巴爾坦星的科學」、第34話 「 歡迎來到地球 後篇-再會了，巴爾坦星人」登場
- 詳細請看黑暗巴爾坦参照。

## 星雲守護獸 霍普霍普
第35話 「M32星雲的亞當與夏娃」登場。
- 體長：26公分～51公尺
- 體重：1.5公斤～5萬3千噸

## 星雲小獸 亞當與夏娃
第35話 「M32星雲的亞當與夏娃」登場。
- 體長24公分
- 體重：1.3公斤

## 星獸 凱普魯斯
第37話 「星座小偷」登場
- 體長：58公尺
- 體重：無

## 地底文明 列羅斯
第39話 「緊緊抓住未來。」登場。

## 機械人形 內多馬頓
第38話 「地上毀滅的序曲」登場。
- 體長90公分
- 體重：26公斤

## 機械獸 衛星狂戰士
第38話 「地上毀滅的序曲」、第39話 「緊緊抓住未來。」登場。
- 體長2.3公尺
- 體重：147公斤

## 機械獸 童軍狂戰士
第38話 「地上毀滅的序曲」登場。
- 體長：56公尺
- 體重：6萬3千噸

## 機械獸 超狂戰士
第39話 「緊緊抓住未來。」登場。
- 體長：990公尺
- 體重：9900萬噸

馬克斯100%的確率「狂戰士系統」生產出的機械獸。2009年是超人力霸王登場怪獸中體型最大・最重的怪獸（身長・體重無限大及不明的怪獸除外）。此怪獸是以移動式要塞的模式出現、體中有著無數的機械腕。四顆眼睛可發射出光線。當時馬克斯是被牠身上的十字架給抓住、DASH利用太陽分離的方式來充填馬克斯 SPARK 装置、馬克斯便復甦。且變成超巨大化的馬克斯與超狂戰士進行最後一戰。